# Рериг
Рериг (њем. Röhrig) општина је у њемачкој савезној држави Тирингија. Једно је од 89 општинских средишта округа Ајхсфелд. Према процјени из 2010. у општини је живјело 257 становника. Посједује регионалну шифру (AGS) 16061077.

## Географски и демографски подаци
Рериг се налази у савезној држави Тирингија у округу Ајхсфелд. Општина се налази на надморској висини од 350 метара. Површина општине износи 2,8 km². У самом мјесту је, према процјени из 2010. године, живјело 257 становника. Просјечна густина становништва износи 91 становника/km².